# لوکر استودیو
لوکر استودیو Looker Studio، سابقاً گوگل دیتا استودیو Google Data Studio، ابزاری آنلاین برای تبدیل داده‌ها به گزارش‌ها و داشبوردهای اطلاعاتی قابل تنظیم است که توسطگوگل در ۱۵ مارس ۲۰۱۶ معرفی شد به عنوان بخشی از مجموعه Google Analytics 360 سازمانی. در ماه مه ۲۰۱۶، گوگل نسخه رایگان دیتا استودیو را برای افراد و تیم‌های کوچک معرفی کرد. لوکر استودیو طیف وسیعی از ویژگی‌های ضروری را برای تجسم visualization داده‌ها، ادغام و یکپارچگی با منابع داده‌های مختلف و همکاری با تیم‌ها ارائه می‌دهد.

### تجسم یا مصور کردن داده‌ها
لوکر استودیو ابزارهای قدرتمندی برای تجسم داده‌ها ارائه می‌کند که ایجاد نمودارها، نمودارها و جداول تعاملی زیبا از هر داده را با کشیدن اشیا روی بوم آسان می‌کند.

### مجتمع با منابع مختلف داده
لوکر استودیو از مجتمع‌های متعددی پشتیبانی می‌کند که امکان تلفیق داده‌ها از منابع مختلف را فراهم می‌کند. این سرویس می‌تواند از طریق بیش از ۶۰۰ کانکتور شریک به حداکثر ۸۰۰ کانال داده مختلف متصل شود و دسترسی فوری به تقریباً هر نوع داده‌ای را بدون نیاز به کد نوشتن یا نرم‌افزار امکان‌پذیر می‌کند.
لوکر استودیو داشبوردهای مشترکی را برای شرکت‌های بزرگ با حجم قابل توجهی از داده ارائه می‌دهد. شما می‌توانید دسترسی به داشبورد خود را برای اعضای تیم به صورت جداگانه فراهم کنید یا داشبورد را با تمام دنیا به اشتراک بگذارید. این به سادگی به اشتراک گذاری یک سند در داکز Google Docs است.